# Dobšice (district de České Budějovice)
Pour les articles homonymes, voir Dobšice.
Dobšice (en allemand : Dobschitz) est une commune du district de České Budějovice, dans la région de Bohême-du-Sud, en République tchèque. Sa population s'élevait à 118 habitants en 2023.

## Géographie
Dobšice se trouve à 5 km à l'est-sud-est de Týn nad Vltavou, à 27 km au nord de České Budějovice et à 96 km au sud-sud-est de Prague.
La commune est limitée par Smilovice au nord, par Bečice et Žimutice à l'est, par Horní Kněžeklady et Žimutice au sud et par Týn nad Vltavou à l'ouest.

## Histoire
La première mention écrite du village date de 1437.

## Galerie

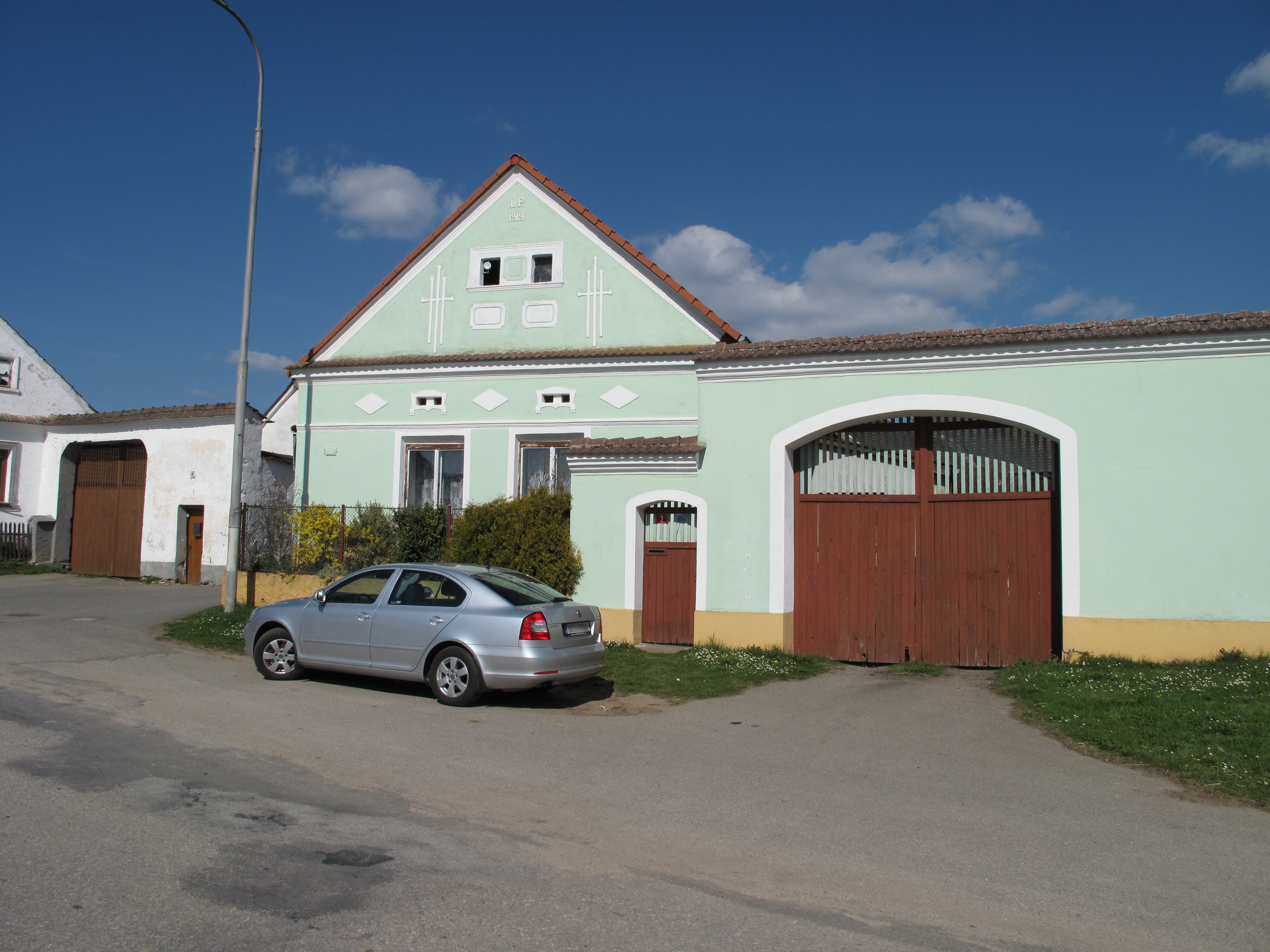
Maison rurale.
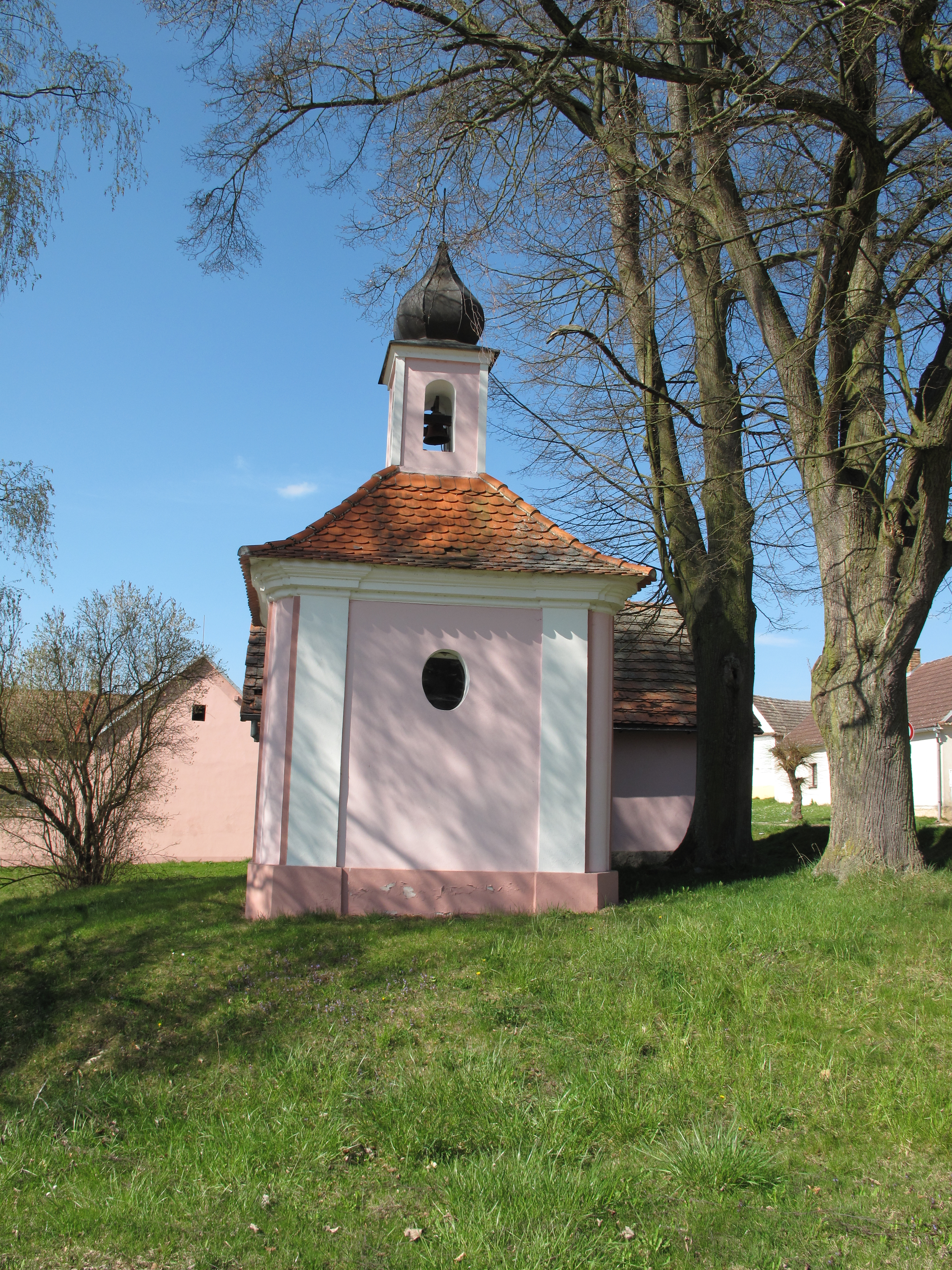
Chapelle à Dobšice.

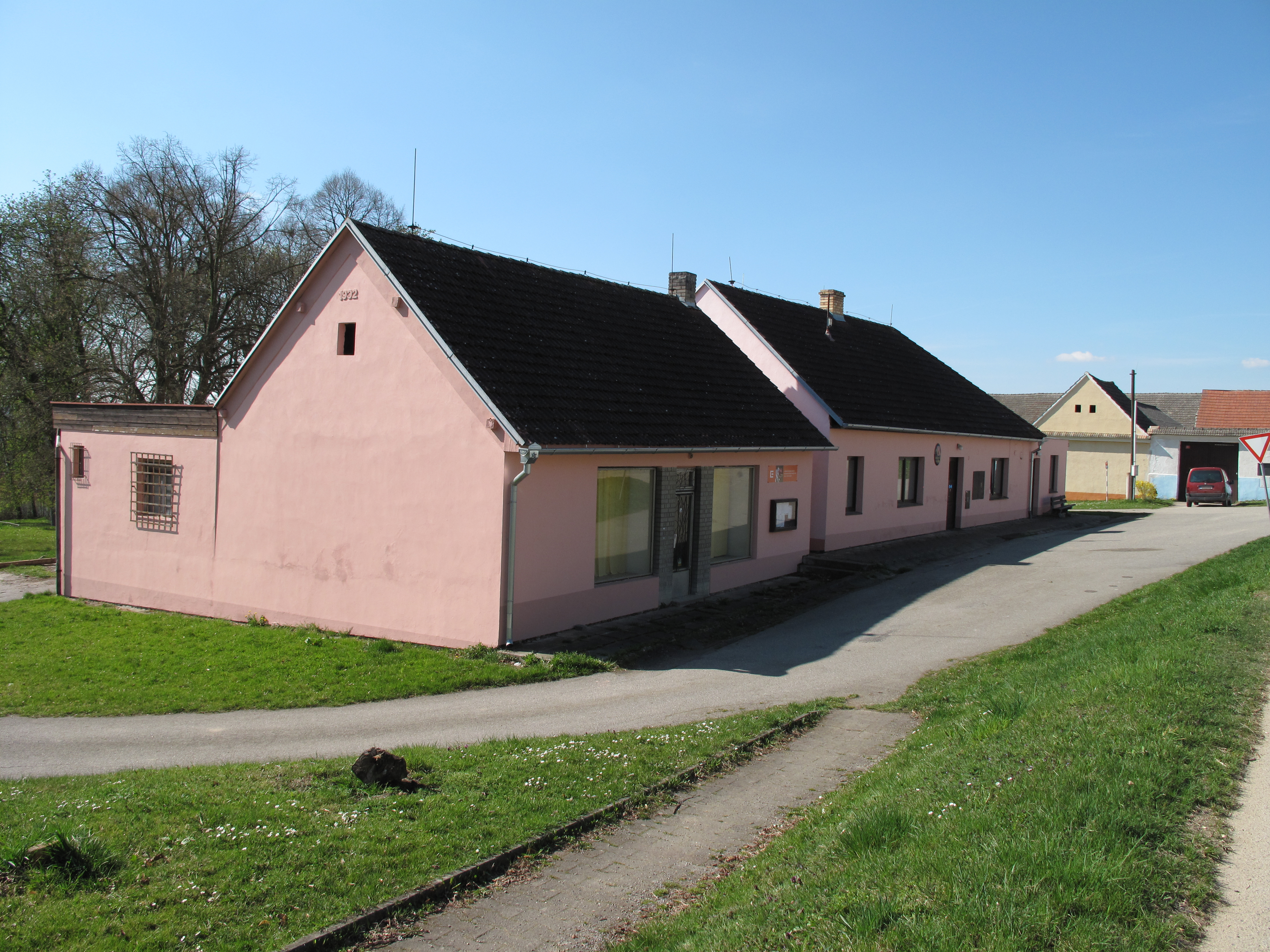
La mairie.

## Transports
Par la route, Dobšice se trouve à 6 km de Týn nad Vltavou, à 35 km de České Budějovice et à 123 km de Prague.